# Всичко от нула
„Всичко от нула“ е български игрален филм (драма) от 1996 година на режисьора Иван Павлов, по сценарий на Валери Петров. Оператор е Пламен Хинков. Музиката във филма е композирана от Божидар Петков. Художник – Андрей Даниел.

## Сюжет
Възрастен актьор иронично и носталгично коментира парчета живот, привидно несвързани помежду си. Всъщност, множеството мини новели и герои невидимо са споени от материята на любовта. Накрая коментиращият изповядва и своята любов...

## Актьорски състав
| Роля                      | Изпълнител           |
| ------------------------- | -------------------- |
| възрастният актьор        | Ицхак Финци          |
| младата актриса           | Деса Красова         |
|                           | Ива Делева           |
|                           | Иван Савов           |
|                           | Ути Бъчваров         |
| мъжът                     | Ивайло Христов       |
| жената                    | Мария Каварджикова   |
| жената                    | Пламена Гетова       |
|                           | Мариан Вълев         |
|                           | Катя Паскалева       |
|                           | Мила Несторова       |
|                           | Петър Русев          |
|                           | Борис Христов Рашев  |
| фотографката              | Маргарита Карамитева |
| приятелят на фотографката | Ивайло Герасков      |
|                           | Васил Цонев          |
|                           | Мая Новоселска       |
|                           | Христо Гърбов        |
| Мариус Куркински          | Мариус Куркински     |
|                           | Рут Спасова          |
|                           | Васил Михайлов       |
|                           | Елена Маркова        |
|                           | Добромир Манев       |
| Кинка                     | Мария Статулова      |
|                           | Георги Стойчев       |
|                           | Владимир Йончев      |
| жената                    | Ирен Кривошиева      |
| Жоро                      | Веселин Ранков       |
|                           | Гриша Островски      |
|                           | Елеонора Стоянова    |
|                           | Георги Къркеланов    |
|                           | Мария Ангелова       |
|                           | Христо Павлов        |
|                           | Калина Велинова      |
|                           | Ясен Теодосиев       |
|                           | Христо Лалев         |
|                           | Михаил Михалев       |
|                           | Емануела Димитрова   |
|                           | Иван Павлов          |
|                           | Валери Петров        |
|                           | Пламен Хинков        |

## Участия на фестивали
- Международен филмов фестивал в (Минеаполис, САЩ, 1998)
- Международен филмов фестивал в (Палм Спрингс, САЩ, 1998)
- Международен филмов фестивал в (Манхайм-Хайделберг, Германия, 1997)
- Международен филмов фестивал в (Минск, Беларус, 1996)
- Международен филмов фестивал „Любовта е лудост“ във (Варна, 1996)

## Награди
- Специалната награда на името на Андрей Тарковски от Филмовия фестивал в (Минск, Беларус, 1996)
- Награда за мъжка роля на Ицхак Финци от Филмовия фестивал в (Минск, Беларус, 1996)
- Специалната награда на журито от Фестивала на българския игрален филм във (Варна, 1996)
- Наградата на Факултета по журналистика и масови комуникации „Горчивата чаша“ от Фестивала на българския игрален филм във (Варна, 1996)
- Голямата награда „Златната Афродита“ за сценариста Валери Петров от Международния филмов фестивал „Любовта е лудост“ във (Варна, 1996)
- Наградата на критиката от Международния филмов фестивал „Любовта е лудост“ във (Варна, 1996)